# スティーヴン・パーシー
スティーヴン・パーシー(本名Stephen Eric Pearcy、1957年7月3日 - )はアメリカ合衆国カリフォルニア州ロングビーチ出身のヴォーカリスト。ラットでの活動が最もよく知られている。その歌唱法はガンズ・アンド・ローゼズのアクセル・ローズに多大な影響を与えた。

## 人物
1980年にジェイク・E・リーとともにMICKEY RATTを結成。何回かのメンバー・チェンジを経てロビン・クロスビー、ウォーレン・デ・マルティーニらと共にバンド名もラットと改名し、1983年にデビュー。
1991年のラット解散後、アーケイドやVICIOUS DELITE、VERTEXなどのバンドを結成するも長くは続かず、1996年にラットの再結成に参加。しかし、2000年に再び脱退し、2002年からはソロ活動を行う。2006年、ラットとしての活動を再開するも2014年、2度目の脱退。2016年に再復帰。

## ディスコグラフィー
アーケイド
- 1993年 Arcade
- 1994年 A/2

VICIOUS DELITE
- 1995年 Vicious Delite

VERTEX
- 1996年 Vertex

ソロ
- 2002年 Social Intercourse
- 2006年 Fueler
- 2008年 Under My Skin